# Wattisfield
Wattisfield est un village et une paroisse civile du Suffolk, en Angleterre. Il est situé dans le nord du comté, à une dizaine de kilomètres au sud-ouest de la ville de Diss, dans le Norfolk. Administrativement, il relève du district de Mid Suffolk. Au recensement de 2011, il comptait 475 habitants.

## Étymologie
Le toponyme Wattisfield provient du vieil anglais feld, qui désigne un champ cultivé, auquel est préfixé le nom de son propriétaire, qui pourrait être *Wacol ou *Hwætel. Il est attesté pour la première fois sous la forme Watlesfelda dans le Domesday Book, compilé en 1086.